# قرن افراد
قرن افراد (انگلیسی: People's Century) مستندی تلویزیونی‌ست که قرن بیستم را بررسی می‌کند.

## مقدمه
مستند در ۲۶ قسمت یک-ساعته به بررسی جنبش‌های اقتصاد اجتماعی، سیاسی و فرهنگی می‌پردازد که قرن بیستم را پدید آوردند.

## مجموعه تلویزیونی

### فصل ۱ (۱۹۹۵)
| قسمت | عنوان          | سال                                   | اطلاعات | تاریخ پخش در بریتانیا | تاریخ پخش در ایالات متحده |
| ---- | -------------- | ------------------------------------- | --- | --------------------- | ------------------------- |
| ۱    | عصر امید‌       | ۱۹۰۰                                  | در ابتدای قرن بیستم، جهان باثبات و معلوم اما نابرابر بود. نمایشگاه پاریس (۱۹۰۰) نماد خوش‌بینی عصری صلح‌آمیز است که در آن رفاه در حال افزایش است و افراد به فناوری‌های جدیدی مانند برق ایمان دارند. ایالات متحده به قدرتمندترین کشور دنیا تبدیل می‌شود و مقصد بسیاری از مهاجران از اروپا است. آموزش اجباری در بسیاری از کشورها باعث شده بود که جمعیتی باسواد در معرض افکار جدید، اوقات فراغت و مصرف‌گرایی از طریق روزنامه‌ها قرار بگیرند. اتحادیه‌های کارگری قدرت می‌گیرند و دولت‌ها را مجبور می‌کنند تا از شرایط شغلی کارگران محافظت کنند و در همان حال سافرِجت‌ها برای کسب حق رای برای زنان فشار وارد می‌آورند. انقلاب، نظم سیاسی در چین و روسیه را به‌هم‌می‌زند. امپراتوری‌های اروپایی همچنان بر جهان تسلط دارند، با این حال نشانه‌های مخالفت در هند و آفریقای جنوبی ظاهر می‌شود و پیروزی ژاپن بر روسیه در سال ۱۹۰۵ باور برتری سفیدپوستان را به چالش می‌کشد. ناسیونالیسم در اروپا رشد می‌کند و در سال ۱۹۱۴ این قاره را به درگیری می‌کشاند. | ۱۳ سپتامبر ۱۹۹۵       | ۱۹ آوریل ۱۹۹۸             |
| ۲    | میدان‌‌های کشنده | (بریتانیا:۱۹۱۴) (ایالات متحده:۱۹۱۶)   | «جنگ بزرگ» با ارتش‌های بزرگتر و سلاح‌های مرگبارتر از همیشه روی می‌دهد و مرگ و کشتار را در مقیاسی بی‌سابقه به اروپا می‌آورد. نبرد خونین سُم و وردن ناتوان از شکستن بن‌بست در جبهه غرب هستند و سربازان به دلیل تلفات روزافزون جنگ، شرایط سخت زندگی و عدم پیشرفت، به طور فراینده‌ای ناامید و بی‌روحیه می‌شوند. پروپاگاندای جنگ جهانی اول برای اولین‌بار در سال ۱۹۱۶ آغاز شد. با وجود اینکه انقلاب اکتبر در سال ۱۹۱۷ روسیه را از جنگ خارج کرد، با ورود ایالت متحده به جنگ، شانس اولیه آلمان برگشت، محاصره شد و در نهایت آتش‌بسی امضا شد. زخم‌های روانی این جنگ باعث می‌شود که مردم در آینده تمایل کمتری به جنگ یا اعتماد به رهبران خود داشته باشند. صحنه آغازین، سربازانی را نشان می‌دهد که در ابتدای جنگ بسیج می‌شوند و قدرت ویرانگر جنگ مدرن را به شدت دست کم می‌گیرند. | ۲۰ سپتامبر ۱۹۹۵       | ۱۹ آوریل ۱۹۹۸             |
| ۳    | پرچم سرخ       | ۱۹۱۷                                  | انقلاب اکتبر جامعه‌ جدید مارکسیست-لنینیست با نام شوروی پدید می‌آورد. مردم آن اکنون از استثمار فئودالی رها شده‌اند و از خدمات درمانی و آموزش از سوی دولت برخوردارند و شور انقلابی خود را معطوف به توسعه و نوسازی کشور جدید خود می‌کنند. با این وجود، پس از مرگ ولادیمیر لنین، ژوزف استالین با مشت آهنین حکومت می‌کند - تلاش‌های او برای اشتراکی کردن مزارع به قحطی بزرگ اوکراین و از بین رفتن عمومی کولاک‌ها ‌می‌شود. استالین بیش از پیش پارانویایی و بی‌رحم می‌شود و مسوول مرگ یا تبعید میلیون‌ها نفر در شوروی است. صحنه آغازین روایتگر وقایع منتهی به انقلاب ۱۹۱۷ است. مصاحبه‌شوندگان عبارتند از: آنا لارینا (همسر نیکلای بوخارین) و بوریس یفیموف. | ۲۷ سپتامبر ۱۹۹۵       | ۲۰ آوریل ۱۹۹۸             |
| 4    | صلح ازدست‌رفته  | ۱۹۱۹                                  | آسیب‌‌‌های جنگ جهانی اول هیچ اشتهایی برای اروپا باقی نگذاشت تا به درگیری‌ها ادامه دهد اما در طی دو دهه پس از آن، جهان دوباره به تسلیح و نظامی‌گری بازگشت. | ۴ اکتبر ۱۹۹۵          | ۸ ژوئن ۱۹۹۸               |
| ۵    | تب ورزش        | ۱۹۳۰                                  | زمانی ورزش پیگیری آماتوری بود که برای ارضای نیاز عمومی به هیجان و هویت، بزرگ‌تر و رقابتی‌تر شد. | ۱۱ اکتبر ۱۹۹۵         | ۲۱ آوریل ۱۹۹۸             |
| ۶    | روی خط         | (۱۹۲۴: بریتانیا) (۱۹۲۶: ایالات متحده) | هنری فورد در آمریکا و تاثیر بر اروپا. | ۱۸ اکتبر ۱۹۹۵         | ۲۵ مه ۱۹۹۸                |
| ۷    | فرار یزرگ      | ۱۹۲۷                                  | صنعت رویاپردازی | ۲۵ اکتبر ۱۹۹۵         | ۲۱ آوریل ۱۹۹۸             |